# Roger Quilliot
Roger Quilliot (* 19. Juni 1925 in Hermaville, Département Pas-de-Calais; † 17. Juli 1998 in Clermont-Ferrand, Département Puy-de-Dôme) war ein französischer Literaturwissenschaftler, Hochschullehrer und Politiker der Section française de l’Internationale ouvrière (SFIO) sowie später der Parti socialiste (PS), der zwischen 1974 und 1986 Mitglied des Senats, 1986 für kurze Zeit Mitglied der Nationalversammlung sowie zwischen 1986 und 1998 erneut Senator war. Darüber hinaus war er 1981 zunächst kurzzeitig Wohnungsbauminister sowie anschließend von 1981 bis 1983 Minister für Stadtplanung und Wohnungsbau.
Als Literaturwissenschaftler galt er insbesondere als Fachmann für das Werk von Albert Camus.

## Leben

### Studium, berufliche Tätigkeiten und Camus-Experte

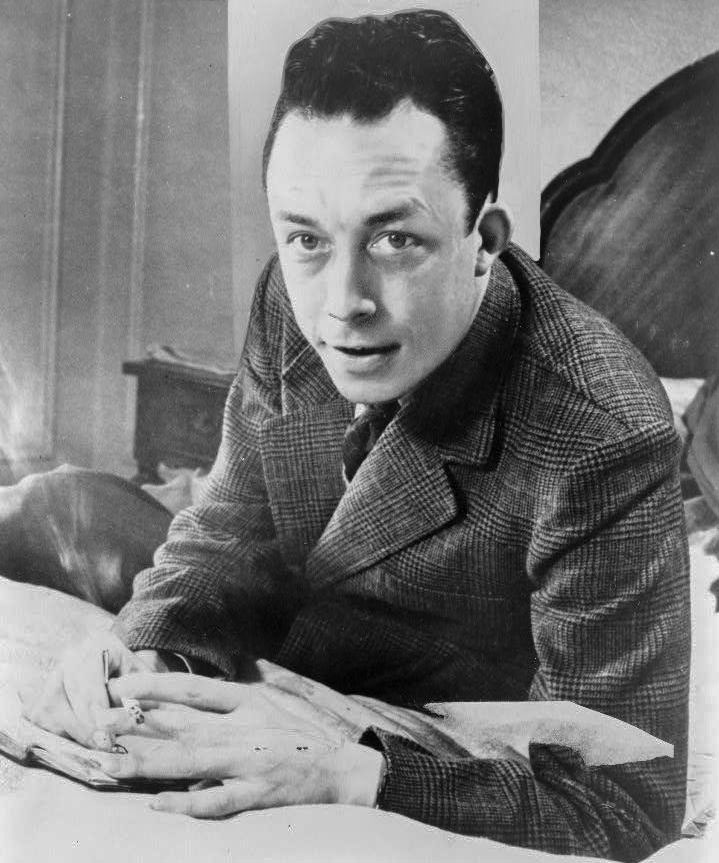
Seine zahlreichen Veröffentlichungen machten Quilliot zu einem Fachmann für das Werk von Albert Camus.

Quilliot, Sohn eines Bergarbeiters und einer Bauerntochter, besuchte als einziger Schüler seiner Grundschulklasse das Collège in Béthune und wurde aufgrund seiner schwachen Gesundheit nach der Besetzung Frankreichs durch die deutsche Wehrmacht in die Vorbereitungsklasse des renommierten Lycée Louis-le-Grand aufgenommen, wo er 1943 zu den Mitschülern des späteren Staatspräsidenten Valéry Giscard d’Estaing gehörte.
Nach dem Besuch einer Versammlung mit Daniel Mayer als Redner im Herbst 1945 schloss er sich einer sozialistischen Studentengruppe an und nahm ein Studium der Literaturwissenschaften an der Universität Lille auf, das er 1949 abschloss. Im Anschluss wurde er zunächst Lehrer an einem Gymnasium in Évreux sowie 1950 in Angers. Im Anschluss war er zwischen 1950 und 1954 Mitarbeiter in der Präfektur des Département Maine-et-Loire, ehe er von 1954 bis 1956 Sekretär der Section française de l’Internationale ouvrière (SFIO) sowie Mitglied eines Gemeinderates war.
1956 wurde er Lehrer am Gymnasium von Savigny-sur-Orge und unterrichtete dort bis 1963. Daneben setzte er seine universitären Forschungen fort, die sich insbesondere mit dem Werk von Albert Camus befassten, über das er 1956 den Essay La Mer et les Prisons verfasst hatte. Nach dem Tode von Camus bereitete Quilliot für den Verlag Éditions Gallimard die Herausgabe von Werken von Camus in der Bibliothèque de la Pléiade vor. Durch seine zahlreichen Veröffentlichungen wurde er zu einem anerkannten Fachmann für die Werke von Camus.

### Hochschullehrer an der Universität Clermont-Ferrand
1963 übernahm Quilliot Lehrtätigkeit für Literaturwissenschaften an der Université de Clermont-Ferrand. Daneben setzte er seine politische Tätigkeit fort und war nach den Wahlen vom Herbst 1962 an der Reorganisation der Linken beteiligt. Er wurde Mitglied des Vorstands der SFIO und nahm 1963 an einer Delegationsreise der Partei in die Sowjetunion teil. In dieser Zeit gehörte er zu den aktiven Unterstützern des von Gaston Defferre geleiteten Comité Horizon 80, ohne jedoch die Unterstützung des Generalsekretärs der SFIO, Guy Mollet, völlig aufzugeben, der in dieser Zeit Gespräche mit der Parti communiste français (PCF) über eine Zusammenarbeit der Parteien führte. In dieser Zeit schrieb Quilliot in der Zeitschrift Le Populaire eine Reihe von Artikeln mit dem Titel Les communistes, in denen er den Unterschied zwischen dem Bolschewismus der PCF und dem demokratischen Sozialismus der SFIO seit dem Auseinanderbrechen der Partei 1920 und der daraus resultierenden Gründung der PCF herausarbeitete. 
1965 wurde er Generalsekretär der SFIO im Département Puy-de-Dôme sowie Mitglied des Vorstandes der am 10. November 1965 von  François Mitterrand gegründeten Föderation der linken Demokraten und Sozialisten FDGS (Fédération de la gauche démocrate et socialiste), der sich SFIO, die Parti radical socialiste (PRS) von René Billères, die Union démocratique et socialiste de la Résistance (UDSR) und die Convention des institutions républicaines (CIR) Mitterrands, die Union des groupes et clubs socialistes (UGCS) von Jean Poperen sowie die Union des clubs pour le renouveau de la gauche (UCRG) von Alain Savary angeschlossen hatten. Dort war er in einer Art Schattenkabinett zuständig für nationale Bildung und kandidierte für die FDGS auch bei den Wahlen 1967 und 1968, wenngleich ohne Erfolg. Zugleich setzt er seine literaturwissenschaftliche Arbeit fort und erwarb 1970 einen Doktortitel.

### Bürgermeister von Clermont-Ferrand und Senator
1971 wurde Quilliot Mitglied des Stadtrates von Clermont-Ferrand auf der Liste von Gabriel Montpied, der seit 1944 das Amt des Bürgermeisters der Stadt bekleidete. 1973 wurde er Nachfolger Montpieds als Bürgermeister von Clermont-Ferrand und bekleidete diese Funktion bis zu seiner Ablösung durch Serge Godard 1997. Bei seiner ersten Wahl gewann er jedoch nur knapp mit einer Mehrheit von 540 Stimmen gegen seinen Gegenkandidaten. Zugleich war er seit 1973 Mitglied des Generalrat im Département Puy-de-Dôme und dort Führer der Linken, wobei er 1979 und 1985 wiedergewählt wurde.
Am 22. September 1974 wurde Quilliot für die Parti socialiste im Département Puy-de-Dôme erstmals zum Mitglied des Senats gewählt. Nach seinem Einzug in das Palais du Luxembourg wurde er am 4. Oktober 1974 Mitglied des Ausschusses für Wirtschaft und Planung (Commission des affaires économiques et du Plan) sowie am 15. Oktober 1974 auch stellvertretender Mitglied eines Gemeinsamen Parlamentsausschusses von Senat und Nationalversammlung für Gesetzesverfahren für die Energiewirtschaft. Am 6. November 1980 wurde stellvertretendes Mitglied der Nationalen Kommission für wirtschaftliche Stadtplanung (Commission nationale d’ urbanisme commercial).

### Wohnungsbauminister und Wiederwahl zum Senator 1981
Am 22. Mai 1981 wurde Quilliot von Premierminister Pierre Mauroy zum Wohnungsbauminister (Ministre du Logement) in dessen erste Regierung berufen. Im Rahmen einer Kabinettsumbildung am 23. Juni 1981 wurde er zum Minister für Stadtplanung und Wohnungsbau (Ministre de l’urbanisme et du logement) berufen und behielt diese Funktion auch in der dritten Regierung Mauroy bis zu seiner Ablösung durch Paul Quilès am 4. Oktober 1983. Nach seiner Berufung in die Regierung legte er am 23. Juli 1981 sein Senatsmandat nieder.
Bei den Wahlen vom 27. September 1981 wurde Quilliot im Département Puy-de-Dôme für die PS wieder zum Senator gewählt, ließ aber aufgrund seines Ministeramtes sein Senatsmandat ab dem 27. Oktober 1981 wieder ruhen. Während seiner Amtszeit als Minister legte er unter anderem am 22. September 1981 ein Gesetzentwurf zur Änderung des Bau- und Wohnungsgesetzes (Code de la construction et de l’habitation) vor. Am 25. September 1983 wurde er für das Département Puy-de-Dôme erneut zum Senator gewählt und 1984 Mitglied des Kulturausschusses (Commission des affaires culturelles).

### Mitglied der Nationalversammlung und Wiederwahl zum Senator
Bei den Wahlen vom 16. März 1986 wurde Quilliot für die Parti socialiste im Département Puy-de-Dôme zunächst zum Mitglied der Nationalversammlung gewählt. Zugleich erfolgte am 28. September 1986 seine Wiederwahl zum Senator für dieses Département. Daraufhin legte er am 2. Oktober 1986 sein Abgeordnetenmandat in der Nationalversammlung nieder, um sein Senatsmandat anzunehmen. Am 9. Oktober 1986 wurde er daraufhin wieder Mitglied des Kulturausschusses des Senats.
Am 27. September 1992 wurde Quilliot im Département Puy-de-Dôme abermals zum Mitglied des Senats gewählt und am 8. Oktober 1992 auch wieder zum Mitglied des Kulturausschusses benannt. Er gehörte dem Senat und dessen Kulturausschuss bis zu seinem Verzicht auf das Senatsmandat am 14. Juli 1998 an.
Ihm zu Ehren wurde das 1992 eröffnete Musée d’Art Roger-Quilliot benannt.
Am 17. Juli 1998 beging er Selbstmord zusammen mit seiner Ehefrau, wobei diese reanimiert werden konnte. Sie selbst nahm sich im August 2005 das Leben.

## Veröffentlichungen
- La société de 1960 et l’avenir politique de la France, 1960
- Les Communistes et nous: deuxième série, 1964
- L’univers théâtral et romanesque d’Albert Camus, 1964
- La liberté aux dimensions humaines, 1967, ISBN 2-07025-331-7.
- La S.F.I.O. et l’exercise du pouvoir: 1944–1958, 1972
- Le Front populaire: juin 1936, Mitautoren Jacques Chambaz und Pierre Gamarra, 1972
- L’homme sur le pavois, Mitautorin Claire Quilliot, 1976
- La mer et les prisons: essais sur Albert Camus, 1980
- Essais, 1981
- Une écharpe de maire, 1981, ISBN 2-71710-207-8.
- Sur le pavois, ou, La recherche de l’équilibre, 1985
- L’Accessibilité: clé de la communication pour les handicapés dans la vie quotidienne, Mitautor Jean Pierron, 1987, ISBN 2-95024-421-1.
- Cent ans d'habitat social: une utopie réaliste, Mitautor Roger-Henri Guerrand, 1989, ISBN 2-22603-712-8.
- La réception de l'oeuvre de Camus en U.R.S.S. et en R.D.A., Herausgeber Raymond Gay-Crosier, 1999, ISBN 2-25691-003-2.
- Mémoires, Band 1, posthum, 1999, ISBN 2-73810-669-2.